# 예카테리나 라리오노바
예카테리나 알렉세예브나 라리오노바(러시아어: Екатери́на Алексе́евна Ларио́нова, 1994년 1월 23일~)는 카자흐스탄의 레슬링 선수이다. 2016년 하계 올림픽에서 여자 미들급 동메달을 획득했으며 세계 선수권 대회에서 동메달 1개를 획득했다.